# Черский, Иван Дементьевич
Ива́н Деме́нтьевич Че́рский (бел. Ян Дамінікавіч Чэрскі, пол. Jan Stanisław Franciszek Czerski; 3 [15] мая 1845, Свольно, Витебская губерния — 25 июня [7 июля] 1892, Якутская область) — белорусский и российский исследователь Сибири, географ, геоморфолог, геолог, палеонтолог, участник январского восстания 1863 года.

## Биография
Родился 3 (15) мая 1845 года в имении Свольно Дриссенского уезда Витебской губернии, Российской империи (ныне — Верхнедвинский район Витебской области Белоруссии), при крещении получил имя Яна Станислава Франтишка. В возрасте 10 лет потерял отца. По свидетельству Б. Дыбовского, после смерти отца воспитанием Яна и его старшей сёстры Михалины занималась мать. Она обеспечила Яну хорошее домашнее образование, хотя заботилась в основном о «салонном» воспитании — обучении танцам, музыке и пр.. По данным В. Ермоленко, перед поступлением в Виленскую гимназию И. Черский владел четырьмя иностранными языками — французским, немецким, английским и латынью, а по данным Национальной библиотеки Беларуси, он также играл на фортепиано и хорошо рисовал. С 1860 года И. Черский продолжил образование в Правительственном (Шляхетском) институте в Вильно.

### Политическая борьба и ссылка
Л. Рублевская приводит сведения, что во время восстания 1863 года И. Черский находился в партизанском отряде, который возглавлял Кастусь Калиновский, предводитель восстания на территории Западного края Российской империи. В отряде Черский пробыл около четырёх недель, в бою был взят в плен российским военным отрядом. Витебским военно-полевым судом осуждён на бессрочную рекрутскую службу в Сибири с конфискацией имущества и лишением дворянского звания.
В. Ермоленко сообщает, что по решению трибунала Черскому предстояло служить в Благовещенске, в Амурском линейном батальоне. Но проходя через Тобольск, И. Черский откупился взяткой в размере пяти золотых монет, которые мать зашила ему в подкладку пальто и которые он хранил «на чёрный день». Черского оставили отбывать службу в Омске, в Западносибирском линейном батальоне.
По пути в Омск И. Черский познакомился с известным естествоиспытателем А. Л. Чекановским, который привил ему интерес к изучению природы и сбору различных коллекций. Благодаря хорошему образованию, Черского в скором времени перевели в офицерское собрание денщиком. Теперь он много времени проводит в библиотеке. Знакомится с известными географами Г. Н. Потаниным и А. Ф. Миддендорфом, собирает богатую коллекцию ископаемых раковин.
Б. Дыбовский подробно рассказывает о попытках Черского и иных ссыльных получить разрешение вернуться на родину. Когда в разрешении было отказано, И. Д. Черский предпринимает попытку получить разрешение на поступление в Казанский университет, но также получает отказ.
В связи с обострившейся болезнью сердца в 1869 году И. Д. Черского, дослужившегося до фельдфебеля, признали негодным к военной службе и уволили без права выезда.
Ещё два года он жил в Омске, зарабатывал на жизнь уроками музыки, бальных танцев и французского языка.
В 1871 году Сибирский отдел Русского географического общества, благодаря поддержке Миддендорфа, выхлопотал разрешение на переезд И. Д. Черского в Иркутск — «вторую столицу Сибири». В 1878 году И. Д. Черский женился на Мавре Павловне Ивановой, родом из Иркутска. Она стала помощницей в его научных экспедициях.

### Научная деятельность

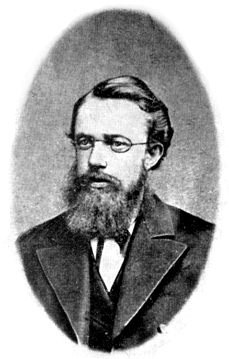
И. Д. Черский, Иркутск, 1879 год

Лишённому правильной научной подготовки Черскому пришлось самоучкой восполнить пробелы своего образования в крайне неблагоприятных условиях. Уже в Омске, в казармах, он урывками, но страстно и неутомимо, учился, найдя поддержку и руководство некоторых окружающих. Более систематично пошли научные занятия Черского в Иркутске, благодаря руководству двух выдающихся российских натуралистов польского происхождения Дыбовского и Чекановского. В изданиях Восточно-Сибирского отделения Императорского Русского географического общества, а затем и Академии наук, за время пребывания в Иркутске, Черский поместил ряд самостоятельных работ по геологии Сибири и по остеологии современных и вымерших позвоночных животных Сибири; работы эти поставили Черского в ряд весьма сведущих, опытных остеологов. В 1876 году награждён серебряной медалью Императорского Русского географического общества «за оро-географические исследования в Иркутской губернии». В 1878 году «за геологические исследования в Иркутской губернии» И. Д. Черский удостоился Малой золотой медали Императорского Русского географического общества. В 1886 году награждён золотой медалью Ф. М. Литке Русского географического общества «за геологические исследования в Восточной Сибири».
С созданием в 1882 году Геологического комитета, который взял на себя организацию геологических изысканий на территории Российской империи, И. Д. Черский становится его членом и деятельным участником планирования и осуществления геологических экспедиций и исследований.
Появление наиболее важных его трудов относится к петербургскому периоду его деятельности. В 1886 году появился его «Отчёт» о геологическом исследовании береговой полосы озера Байкал, с детальной геологической картой; в 1888 году — геологическое исследование Сибирского почтового тракта от озера Байкал до восточного склона Урала, а в 1891 году — объёмистое «Описание коллекций послетретичных млекопитающих, собранных Ново-Сибирской экспедицией», представляющее полную остеологическую монографию остатков послетретичных млекопитающих не только Новосибирских островов, но и всей Сибири.
Основные экспедиции

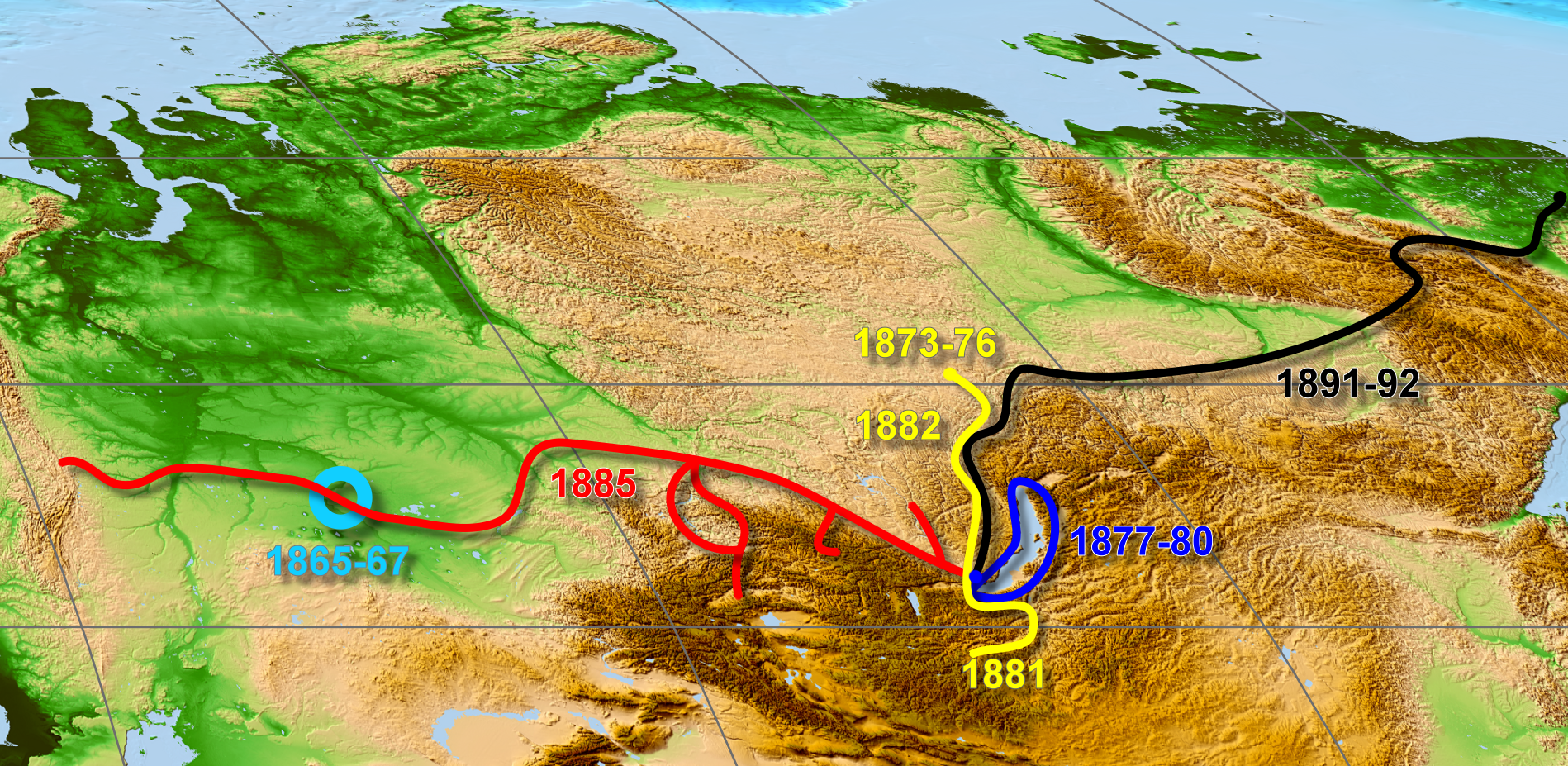
Основные маршруты экспедиций в разные годы

- 1873 — Географо-геологические исследования в Тункинском и Китойском хребтах Восточного Саяна.
- 1874 — Вулканологические исследования в Тункинской котловине.
- 1875 — Сплав по реке Иркут, геологическое изучение Восточного Саяна.
- 1875 — Исследование Нижнеудинских пещер.
- 1877—1881 — Геологическое, геоморфологическое и гидрологическое исследование всех берегов озера Байкал.
- 1881 — Геологическая экспедиция по долине реки Селенги.
- 1885 — Геологическое изучение Сибирского почтового тракта от озера Байкал до Уральского хребта
- 1891—1892 — Исследование берегов рек Лена, Колыма, Индигирка, Яна для комплексного изучения неисследованных областей Северо-Восточной Сибири.

### Смерть
Иван Дементьевич Черский скончался от туберкулёза 25 июня (7 июля) 1892 года во время экспедиции в Северо-Восточную Сибирь. Похоронен на берегу р. Колымы, в урочище Омолон, в 30 километрах ниже р. Прорвы.
Во время экспедиции в Северо-Восточную Сибирь Иван Дементьевич Черский остался зимовать в Верхне-Колымске. Весной 1892 года экспедиция поплыла вниз по Колыме. Черский, человек слабого здоровья, зимой серьёзно заболел: это была сильная вспышка туберкулёза лёгких. К весне он понял, что его дни сочтены, и торопился привести в порядок свои наблюдения. Выезжая из Верхне-Колымска 31 мая, он говорил одному местному жителю: «При самых лучших условиях я надеюсь протянуть ещё недели три, но больше вряд ли». Он считал необходимым довести работы до Нижне-Колымска, чтобы была исследована вся Нижняя Колыма.
Первое время — до 10 июня — он сидел в лодке и давал указания жене и сыну, которые осматривали утесы. На ночь он перебирался в каюту, сделанную в лодке, но спать ему не удавалось из-за глубокого кашля.
С 20 июня Черский уже не в силах писать в дневнике и передал его жене. И вот записи шести последних дней жизни своего мужа вела М. П. Черская, чередуя наблюдения геологические и метеорологические с короткими и трагическими фразами: «Мужу хуже, силы его совсем слабеют».

Черский умер в десять часов десять минут вечера 25 июня (старого стиля) у устья реки Прорвы. Его жена записала в своем дневнике в эти дни следующие строки:
Июня 24. Боюсь, доживет ли муж до завтра. Боже мой, что будет дальше?!
Июня 25. Всю ночь мой муж не мог уснуть: его мучили сильные спазмы. В 12 ч. дня у мужа сделалась сильная одышка. Пристать к берегу нельзя, потому что крутые яры. Муж указал рукой на шею, чтобы прикладывать холодые компрессы. Через несколько минут одышка уменьшилась, и сейчас же пошла кровь из носу.
Пристали к 3h 30′ к речке Прорве.
Муж умирает.

Он скончался в 10h 10′ вечера.
Буря задержала М. П. Черскую у Прорвы на двое суток, и только 28 июня ей удалось приплыть к устью Омолона. Лишь к 1 июля была выкопана могила и сделан гроб, и в четыре часа Черского похоронили против устья Омолона. На следующий день в дневнике опять записи барометра и температуры, которые с 26 июня жена Черского иногда забывала вносить.

3 июня Черский шутливо говорил:
Впрочем, смерть меня не страшит: рано ли, поздно ли, но всем одна дорога, я могу только радоваться, что умираю в ваших палестинах; через много-много лет какой-нибудь геолог найдет, может быть, мой труп и отправит его с какой-нибудь целью в музеум и, таким образом, увековечит меня.
Желание Черского исполнено, но иначе: его памятник — горный хребет Черского в тысячу километров длины, 300 километров ширины и до 3 тысяч метров высоты.
В 1943 году по инициативе начальника Колымского речного управления А. Я. Леликова на могиле И. Д. Черского был установлен бетонный обелиск с надписью: «Выдающемуся исследователю Сибири, Колымы, Индигирки и Яны, геологу, географу Ивану Дементьевичу Черскому от благодарных потомков».
Преемником И. Д. Черского по научным работам в Восточной Сибири стал В. А. Обручев (они встречались в 1891 году).

## Семья
Жена — Черская, Мавра Павловна (1857—1940) — исследователь Сибири.
- Сын — Черский, Александр Иванович (1879—1921) — орнитолог и натуралист, исследователь Дальнего Востока[16].
- Дочь — Черская, Мария Ивановна (19.10.1881 — май 1882)[17]

## Национальная принадлежность
Существует несколько мнений о национальной принадлежности И. Д. Черского, проживавшего в Российской империи.
Польша
Широко распространено мнение о польском происхождении И. Д. Черского. С польскими друзьями он общался на польском языке. Это указано в БСЭ, Большой энциклопедический словарь, некоторые зарубежные и иные издания. Сведения из разных источников зачастую противоречат друг другу в деталях: указываются разные годы и даты рождения, места рождения, отчества. Ни в одном из приведённых источников нет сведений, доказывающих польское происхождение Черского.
Особого внимания заслуживает работа Б. С. Шостаковича «Был ли белорусом политссыльный поляк Ян Черский? О проблеме этноидентификации ссыльных в Сибирь участников польского Январского восстания», где автор предпринимает попытку обосновать принадлежность Яна Черского к польской национальности, а также подвергает сомнению аргументы, говорящие о белорусских корнях учёного. Так, автор предполагает, что засвидетельствованная Бенедиктом Дыбовским «исключительная чувствительность Черского, которая была основой его моральной сущности», могла «вызываться его подсознательным глубоким переживанием духовного единения с соотечественниками-единоверцами, наряду с ним самим, попавшими в сибирское изгнание за участие в движении, направленном на освобождение родины-Польши». Также, по мнению автора, употребление Черским белорусского языка не может свидетельствовать в пользу его белорусского происхождения, поскольку в современной Белоруссии проживает большое число поляков, употребляющих белорусский язык.
Белоруссия
Ряд учёных, занимавшихся изучением биографии Ивана Черского, называют его белорусом по происхождению. Так, например, В. А. Ермоленко, основываясь на переписке Черского, не только приводит свидетельство того, что белорусский язык был для учёного родным, но также и делает попытку объяснить, откуда пошёл стереотип о польском происхождении учёного:

…Как ни странно, даже на страницах Большой Советской Энциклопедии уже в советское время все выдающиеся белорусы названы или «русский», или «великий российский, поляк по национальности». Вот характерный пример: «Черский Иван Дементьевич (1845—1892), исследователь Восточной Сибири. По национальности поляк». Но ведь он родился на Витебщине в семье белорусских дворян, ни одного труда своего на польском языке не написал, да и в самой Польше ни разу не был! Более того, оказавшись в сибирской ссылке (…), он пишет из Иркутска на родину сестре Михалине: «Я тут ужо абрусеў и стаў забывацца роднай беларускай мовы». И вдруг — «поляк по национальности».
Как могла сложиться такая вопиющая несправедливость по отношению к белорусскому народу? Почему такое стало возможным? После восстания 1831 года русский царь Николай I запретил белорусский язык в Западных губерниях и закрыл единственный в Беларуси Виленский университет. Огромную ошибку допустили Брокгауз и Ефрон, которые в «Энциклопедическом словаре» (1890—1907) всех знаменитых белорусов назвали поляками. Их «материалы» автоматически перешли в советские энциклопедии.
 — Белорусы и Русский Север
Белорусское происхождение Черского подтверждается его родословной, прослеженной до XVIII века. Её изучением занимался другой исследователь, В. Пашкевич:

В документах Витебского дворянского депутатского собрания удалось найти сведения о роде Черских, начиная с XVIII столетия. Первым упоминается дворянин Христофор Черский (прапрадед Яна Черского). Сын Христофора — Франц в 1792 году был введён во владение имением Сволна (Шипиловщина) с крестьянами. Дед нашего известного исследователя Иван с 1788 по 1797 год служил заседателем в Дриссенском земском суде. В 1794 году постановлением Полоцкого дворянского депутатского собрания он был признан в дворянстве и внесён в первую часть родословной книги. Сын Ивана Доминик был депутатом «Витебского дворянского собрания».
— Неизвестные факты из биографии Я. Д. Черского и его семьи
Обширное описание жизни и исследовательской работы Яна Черского составил кандидат географических наук, доцент П. А. Лярский. В своей работе он называет Черского «чистокровным белорусом» и «выдающимся белорусом».
Белорусом называет учёного и Н. Сосновская, в прошлом директор музея имени И. Д. Черского в деревне Валынцы Верхнедвинского района, поблизости от места рождения учёного. На месте ныне разрушенного имения Свольна установлена памятная табличка, в тексте которой Ян Черский назван «выдающимся сыном земли белорусской».
Существует также ряд опубликованных в СМИ статей, посвящённых учёному, как, например, работа Л. Рублевской в газете «Беларусь сегодня», и работа заместителя декана географического факультета Белорусского госуниверситета М. Брилевского в газете «Туризм и отдых».
Литва
В некоторых источниках Ян Черский фигурирует как литовец или литвин, и даже приводится литовская транскрипция его имени (Jonas Čerskis). Так, в 1959 году Нийоле Эймантавичене подготовила биографию учёного — «Йонас Черскис». Эта версия происхождения Черского появилась как следствие отождествления исторических литвинов[кто такие «исторические «литвины» и как дословно переводится польское слово «литвин»?] с современными[неопределённость] литовцами. Однако понятие «литвин» гораздо шире[в какой стране?][почему?] понятия «литовец». Литвинами исторические источники называли всех жителей Великого княжества Литовского. Среди них этнические литовцы составляли явное меньшинство[при чём тут конкретно Черский до меньшинств либо большинств? «Бритва Оккама» не соблюдается].
О том, что Черский, уроженец Полотчины, входившей в ядро Великого княжества Литовского, сам называл себя литвином, сообщает И. Кузнецов со ссылкой на сборник биографий Анатолия Богданова, вышедший ещё при жизни учёного. Впоследствии Черского называют литвином и иные[какие?] источники, например, словарь Брокгауза и Ефрона.
В 1956 году вышел очерк С. В. Обручева, где автор ошибочно[почему?] называет учёного уже не литвином, а литовцем. По замечанию Б. С. Шостаковича, «…бытующее заблуждение[почему?], выражающееся в отождествлении термина „литвин“[как переводится польское слово «литвин» из польского?] с этноназванием „литовец“, достаточно характерно даже для современных ученых, не являющихся прямыми[какими?] специалистами в гуманитарно-исторической области».
Также в известных источниках, называющих Черского литовцем, отсутствуют какие-либо аргументы, доказывающие литовское происхождение учёного. Нет ни свидетельств того, что Черский употреблял литовский язык, ни сведений о каких-либо его родственниках в литовских землях, ни иных фактов. Специальных исследований, посвящённых этому вопросу, в открытом доступе не опубликовано.

## Память
Именем И. Д. Черского названы:
Животные

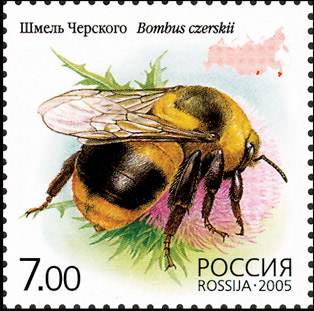
Шмель Черского

- Рыба Salvelinus czerskii Dryagin (голец Черского),
- Ракообразное Eulimnogammarus czerskii Dybowsky, эндемик Байкала
- Шмель Черского (Bombus czerskii)
- Ископаемая рыба Osteolepis tscherskii Rohon,
- Ископаемое ракообразное Leperdiitia czerskii Toll[37]
- Ископаемый аммонит Polyptichites tscherskii Pav[37]

Географические названия
- Хребет Черского (Забайкалье) — горный хребет в Забайкалье
- Хребет Черского (Северо-Восточная Сибирь) (горная страна или горная система)[38] — система хребтов в Восточной Сибири северо-западного простирания в верховьях рек Колымы и Индигирки, и далее по правому берегу реки Яны[36][37]
- Вулкан Черского — потухший вулкан, высота конуса — 110 метров, абсолютная высота — 890 метров; расположен в Тункинской котловине между реками Хурай-Хобок и Харимпта на южных склонах Тункинских Гольцов, в 2 км к северо-западу от села Хурай-Хобок.
- Пик Черского — вершина в Комаринском хребте Хамар-Дабана.
- Гора Черского — вершина Байкальского хребта.
- Ледники Черского — два ледника на Байкальском хребте (присклоновый — на перевале Солнечный и долинный — у подножия вершины Черского).
- Камень Черского — вершина у посёлка Листвянка в Иркутской области[39].
- Берег Черского (Кошели) — озеро Байкал в Баргузинском заповеднике.
- Берег Черского (Новая Станица) — берег реки Иртыш, посёлок Новая Станица, Омская область.
- Долина Черского — в палеогеографии мезозойская долина между Восточный Саяном и Енисейским кряжем.

Прочие топонимы и названия:
- Стоянка имени Черского — стоянка первобытного человека в окрестностях Иркутска.
- Черский — посёлок городского типа в низовьях реки Колымы в Нижнеколымском районе Якутии[40]
- Улица Черского в Москве[37]
- Проезд Черского в Москве[37]
- улица Черского в Вильнюсе.
- улица Черского в городе Верхнедвинске (Дриссе)[41], на родине учёного.
- улица Черского в городе Иркутске.
- улица Черского в посёлке Зырянка.
- Черский (аэропорт) — аэропорт в посёлке Черский, Якутия.

Памятник, скульптура

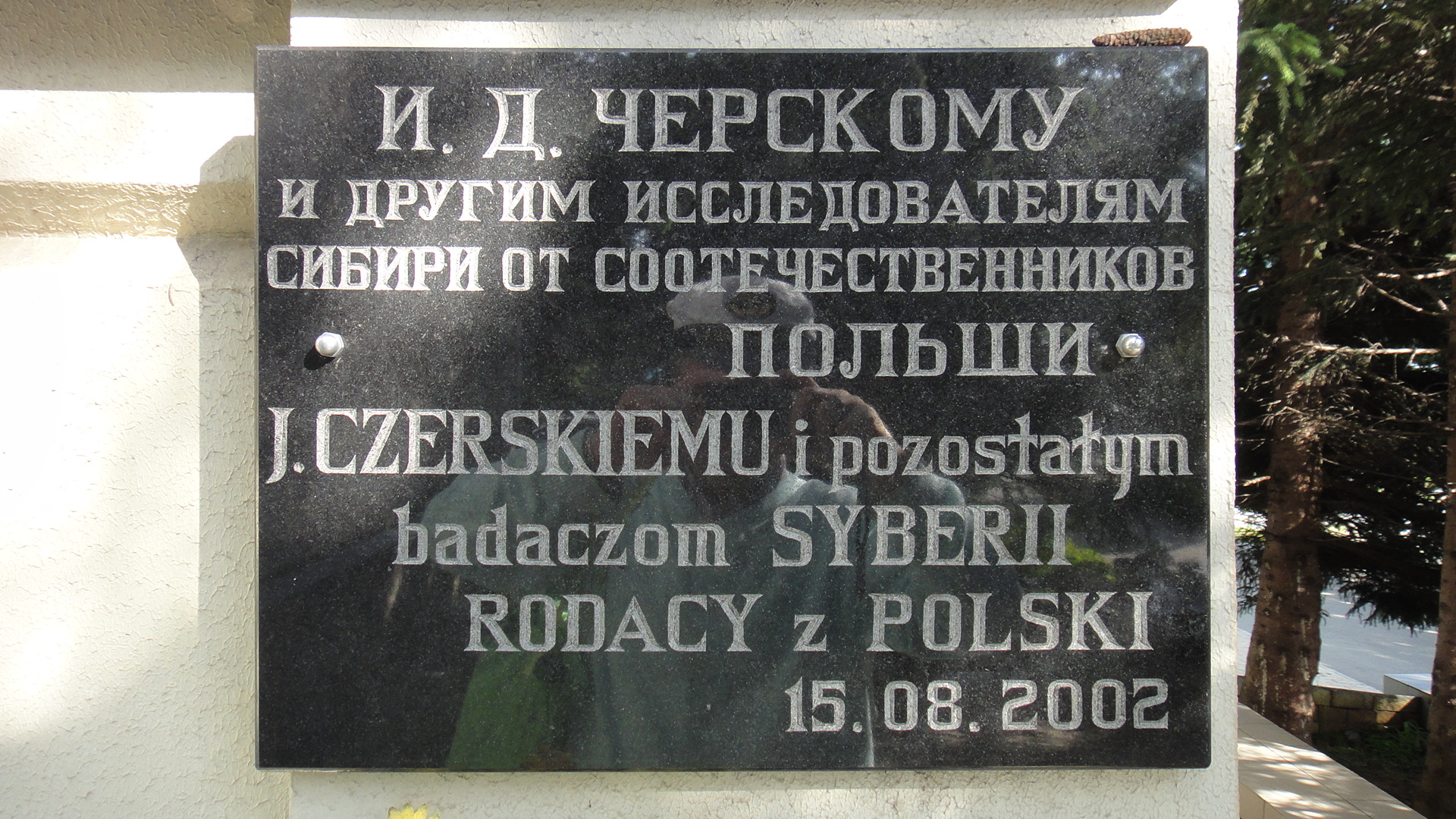
Памятная доска в Листвянке на Байкале

- В 1892 году в Иркутске на фризе здания музея Восточно-Сибирского отдела Русского географического общества (ныне — Иркутский областной краеведческий музей) установлена мемориальная доска для увековечения имени Черского[42].
- В Музее землеведения МГУ (на 24-м этаже Главного здания) установлен бюст И. Д. Черского[43].
- В 1986 году в Иркутске на месте обнаружения Черским первой на территории России палеолитической стоянки установлена памятная доска[44].
- В посёлке Черский Якутии России установлен памятник И. Д. Черскому.
- В 2005 году мемориальные доски были установлены в Белоруссии, на родине И. Д. Черского: одна — в Верхнедвинске (ранее — Дрисса), на здании Инспекции по семеноводству, карантину и защите растений, расположенном на улице, названной его именем; вторая — на здании железнодорожной станции «Свольно» в д. Свольно недалеко от места, где находилось родовое имение учёного и место его рождения.

Организации
- 31 мая 1996 года было образовано Иркутское товарищество белорусской культуры имени Яна Черского и утверждена эмблема с его изображением[45].

Музей

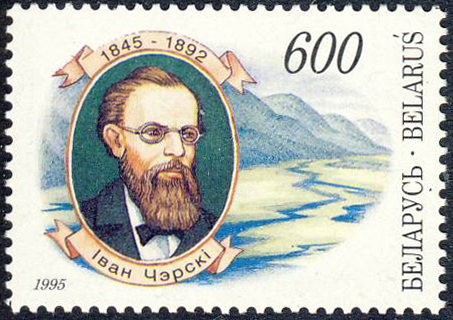
Почтовая марка Белоруссии, 1995 год

- В агрогородке Волынцы Верхнедвинского района Витебской области Белоруссии расположен краеведческий музей имени И. Д. Черского — филиал Верхнедвинского историко-краеведческого музея

Филателия и нумизматика
- 1992 — Познань, Польша, памятный почтовый штемпель — 100-летие со дня смерти И. Д. Черского.
- 1995 — марка Белоруссии с портретом И. Д. Черского.
- 2002 — марка Польши с портретом И. Д. Черского и скелетом шерстистого носорога
- 2005 — марка России с изображением шмеля Черского.